# Longton, Kansas
Longton är en ort i Elk County i Kansas. Vid 2010 års folkräkning hade Longton 348 invånare.